# Radeon R700

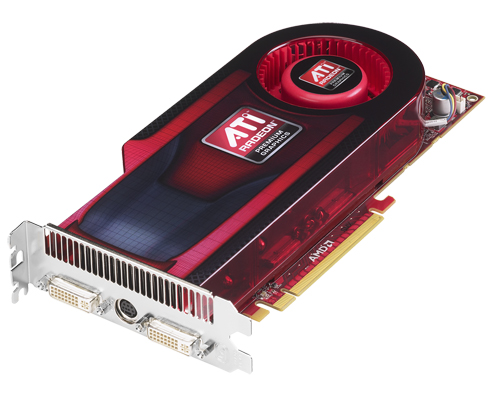
Karta graficzna ATI Radeon HD 4890

Radeon R700 – nazwa kodowa procesorów graficznych firmy ATI Technologies stosowanych w kartach graficznych z serii HD 4000. Premierowym układem, zaprezentowanym w czerwcu 2008 roku, był procesor RV770. Procesory R700 jako pierwsze były przystosowane do współpracy z pamięcią GDDR5. Zapewniają wsparcie dla technologii DirectX w wersji 10.1 oraz OpenGL w wersji 3.0. Wszystkie karty graficzne HD 4000 mają możliwość działania w trybie CrossFire.
Procesory Radeon R700 są następcami serii R600 (HD 3000).